# Gustavo Milano
Gustavo Milano (Rosario, 11 febbraio 1961) è un ex rugbista a 15, allenatore di rugby a 15, dirigente sportivo e procuratore argentino, internazionale per l'Argentina e per l'Italia di rugby a 15.

## Biografia
Proveniente dal JC Rosario, nel club biancoverde si mise in luce come seconda linea per la Nazionale argentina: esordiente nei Pumas nel 1982, debuttò nei test di fine stagione contro la Francia a Tolosa.
Con la selezione biancoceleste disputò e vinse le edizioni del Sudamericano del 1985 e 1987 e prese parte alla Coppa del Mondo di rugby 1987, disputandovi solo l'incontro con Figi.
Nel 1989 si trasferì in Italia al San Donà e la Unión Argentina de Rugby lo escluse dalla nazionale, come d'uso in quel periodo verso i giocatori che emigravano all'estero.
Passato al Milan, con tale club vinse tre scudetti e - da allenatore - giunse alla finale del 1994 persa contro L’Aquila: insolitamente, la stagione seguente tornò in campo da giocatore-allenatore.
Ritiratosi definitivamente alla fine del 1996, è tuttora nel rugby dapprima come tecnico, poi come procuratore di rugbisti argentini sul mercato europeo; dal 2002 è dirigente incaricato dello sviluppo tecniche d'allenamento per la Unión Argentina de Rugby, e successivamente ha ricoperto altre cariche nell'ambito della federazione.

## Palmarès

### Giocatore
- Campionati italiani: 3
Milan: 1992-93, 1994-95, 1995-96
- Coppe Italia: 1
Milan: 1994-95

### Allenatore
- Campionati italiani: 2
Milan: 1994-95, 1995-96
- Coppe Italia: 1
Milan: 1994-95